# Nipigon (Ontario)
Nipigon – gmina (ang. township) w Kanadzie, w prowincji Ontario, w dystrykcie Thunder Bay.
Powierzchnia Nipigon to 109,65 km².
Według danych spisu powszechnego z roku 2001 Nipigon liczy 1964 mieszkańców (17,91 os./km²).